# Lijst van burgemeesters van Strucht
Dit is een lijst van burgemeesters van de voormalige Nederlandse gemeente Strucht tot die gemeente in 1879 opging in de gemeente Schin op Geul.
| Ambtsperiode | Naam burgemeester           | Partij of stroming | Bijzonderheden                                     |
| ------------ | --------------------------- | ------------------ | -------------------------------------------------- |
| 1820 - 1830  | W. Huntjens                 |                    | schout/burgemeester                                |
| 1830 - 1843  | A. Linckens                 |                    |                                                    |
| 1843 - 1849  | N. Rademakers/Raedemakers   |                    | tevens burgemeester van Oud-Valkenburg (1830-1860) |
| 1849 - 1856  | A. Linckens                 |                    | ook al van 1830-1843 burgemeester                  |
| 1856 - 1866  | H. Maessen                  |                    |                                                    |
| 1866 - 1877  | Henricus Mathias Damoiseaux |                    | tevens burgemeester van Schin op Geul (1856-1877)  |
| 1877 - 1879  | Jan Martinus Maessen        |                    | tevens burgemeester van Schin op Geul (1877-1898?) |